# Katarina Lilja
Katarina Lilja (Örebro, 1 de octubre de 1979) es una cantante sueca, reconocida por haber sido música de sesión de la banda de metal sinfónico Therion y miembro de la agrupación en vivo para la gira mundial en soporte del disco Gothic Kabbalah, para la gira en celebración de los 20 años de carrera de Therion en 2007 y para el tour Sitra Ahra en 2010. En 2016 se unió a la banda Sisters of the Moon.

## Discografía
- Therion - Gothic Kabbalah (2007)
- Therion - Live Gothic (2008)
- Sisters of the Moon - Into the Hollow (2020)